# Porto Nacional (gemeente)
Porto Nacional is een gemeente in de Braziliaanse deelstaat Tocantins. De gemeente telt 52.828 inwoners (schatting 2017).
De plaats is zetel van het rooms-katholieke bisdom Porto Nacional.

## Aangrenzende gemeenten
De gemeente grenst aan Brejinho de Nazaré, Fátima, Ipueiras, Miracema do Tocantins, Monte do Carmo, Nova Rosalândia, Oliveira de Fátima, Palmas, Paraíso do Tocantins, Pugmil en Silvanópolis.

## Geboren
- Wanderlei Barbosa (1964), gouverneur van Tocantins